# Die Bären sind los (Fernsehserie)
Die Bären sind los (Originaltitel: The Bad News Bears) ist eine US-amerikanische Fernsehserie, die in den Jahren 1979 und 1980 gedreht wurde.

## Beschreibung
1979 entstand auf der Grundlage des Spielfilms von 1976 Die Bären sind los eine Fernsehserie. Sie verlief in zwei Staffeln zu je 13 Folgen und handelt von der Baseballmannschaft der Bären. Die Drehbücher wurden von mehreren Autoren verfasst; die Serie erhielt eine eigene, vom Stoff des Spielfilms abweichende Geschichte bzw. es wurde die Handlung erweitert. Vor allem wurde mehr auf die Alltagsprobleme der Kinder eingegangen. Wichtigste Person der Serie ist, neben dem Trainer Morris Buttermaker, die Schulleiterin Dr. Rappant.

## Handlung
Morris Buttermaker, ehemaliger Baseballspieler mit intensivem Lebenswandel, wird von seinem Arbeitgeber um einen dreimonatigen Lohn für seine Arbeit als Poolreiniger betrogen. In einem Anfall von Wut und verletztem Stolz versenkt er daraufhin den Wagen seines angeblich bankrotten Brötchengebers in dessen Swimming-Pool. In der Folge wird Buttermaker dazu verdonnert, eine gemeinnützige Arbeit zu verrichten oder ins Gefängnis zu wandern. Für Buttermaker ist dies nicht der erste Konflikt mit dem Gesetz. Seine Aufgabe besteht fortan darin, aus den Weever Bears eine halbwegs schlagkräftige Baseballmannschaft zu formen. Die Jungen dieser Mannschaft stammen von einer Schule für Schwererziehbare, allesamt Kinder aus zerrütteten Verhältnissen, ohne große Perspektive für ihre Zukunft. Buttermaker findet einen chaotischen Haufen vor und würde am liebsten der Aufgabe ausweichen. Dies weiß jedoch Dr. Rappant, die Direktorin der Schule, erfolgreich zu verhindern. Es vergehen Monate, bis Buttermaker den Kindern den Sport einigermaßen nahebringen kann. Zu Anfang setzt es zum Teil deftige Niederlagen – gegen den Ligaprimus, die Löwen, gar ein 0:48-Debakel – aber nach und nach verbessert sich das Team. Amanda, Tochter einer Ex-Freundin von Buttermaker, stößt zur Mannschaft und kann diese erheblich verstärken, ebenso Kelly Leek. Schließlich können die ersten Siege eingefahren werden. Vor allem aber wächst aus dem einst chaotischen Haufen eine echte Mannschaft zusammen, die den Jungen Selbstvertrauen verleiht und ihnen das Gefühl gibt, nicht nur Verlierer zu sein. Dies muss sogar Roy Turner, Trainer der Löwen, anerkennen.

## Drehort, Musik
Die Serie wurde in Los Angeles, gleichzeitig Spielort, gedreht. Als Titellied wurde „Los Toreadores“ aus der Oper Carmen von Georges Bizet verwendet.

## Figuren
- Morris Buttermaker – verkörpert einen vom Schicksal gezeichneten Mann mit Neigung zum Alkohol und zu Pferdewetten. Durch die Arbeit mit den Kindern eröffnet sich ihm, dem ehemaligen Baseballspieler, jedoch eine neue Perspektive. Nicht zuletzt kann er das Verhältnis zu Amanda wiederherstellen. Buttermaker wird mehr und mehr zu einer wichtigen Bezugsperson für die Kinder, die ihren Trainer respektieren und schätzen lernen. Neben seiner unermüdlichen Arbeit, der Mannschaft das Baseballspielen beizubringen, wird er auch außerhalb des Sportplatzes zu einem Ansprechpartner und Freund.
- Dr. Emily Rappant – ist die Leiterin der Schule. Sie setzt alles daran, den Kindern, die es schwer genug haben, den Alltag zu erleichtern. Ferner zeigt sie sich sehr hartnäckig, wenn es darum geht, Morris Buttermaker daran zu hindern, vor Problemen davonzulaufen.
- Amanda Wurlitzer – stößt unerwartet zur Mannschaft und ist Buttermaker, der mit ihrer Mutter liiert war, noch von früher als talentierte Pitcherin (Werferin) bekannt. Außerdem besitzt sie ausreichend Selbstvertrauen, um sich gegen den Rest des Teams durchzusetzen. Sie lässt sich nichts gefallen und ist willensstark bestrebt, ihre Ziele zu erreichen.
- Mike Engelberg – der Catcher des Teams kämpft ständig mit Figurproblemen. Er sieht sich nicht selten eingebildeten oder realen Beleidigungen wegen seines Gewichts ausgesetzt. Auf Stress und Probleme reagiert er mit dem Konsum von Nahrung in großen Mengen.
- Leslie Ogilvie – der Mannschaftskapitän stellt das „Gehirn“, den Intellektuellen der Mannschaft, dar. Geistig seinen Altersgenossen weit voraus, führt Ogilvie fleißig Statistik über jedes Spiel. Er übernimmt die Aufgaben des Teammanagers und unterstützt den Coach nach Kräften. Als Sportler ist er jedoch eher unbegabt und verbringt seine Zeit während der Spiele mit Vorliebe auf der Reservebank. An die Schule für Schwererziehbare wurde Ogilvie wegen Unterschlagung strafversetzt.
- Tanner Boyle – gilt als temperamentvoller Heißsporn, der keiner Auseinandersetzung aus dem Weg geht und wenig Respekt vor Erwachsenen zeigt. So legt er sich als Batter (Schlagmann) auch permanent mit Schiedsrichtern an und neigt zu Wutausbrüchen, wenn ihm etwas nicht gelingt. Für seinen Trainer Buttermaker erfindet er ständig neue Kosenamen, z. B. Butterblume, Butterkeks, Buttertorte.
- Ahmad Abdul Rahim – ist der lässige Outfielder mit Rassenbewusstsein. Seine Position im Center Field deutet seine Athletik an. Ahmad gehört der ersten Generation von Afroamerikanern an, die mit vollständigen Bürgerrechten geboren wurde, und ist auf der Suche nach seinem Platz in der Gesellschaft. Er trägt die Rückennummer seines Idols Hank Aaron, der seine Karriere in den Negro Leagues begonnen hatte und in den 1970er Jahren Babe Ruths Homerun-Rekord brach, wofür er sich seinerzeit einer ausgedehnten rassistischen Schmähkampagne ausgesetzt sah.
- Roy Turner – ist der Coach der Löwen, der stärksten Mannschaft der Liga. Zuweilen gibt er sich ausgesprochen arrogant und lässt keine Gelegenheit aus, sich über die Bären und ihren Trainer lustig zu machen. Für ihn ist das Team von Buttermaker nur eine Ansammlung von Verlieren und „Rockern im Zwergformat“. Turner, der gerne den Macho gibt, hat allerdings zu Hause wenig zu sagen. Im Laufe der Zeit muss er die Arbeit von Buttermaker anerkennen und das Verhältnis der beiden verbessert sich zunehmend.

## Deutsche Sprecher
| Rolle              | Schauspieler    | Synchronsprecher            |
| ------------------ | --------------- | --------------------------- |
| Morris Buttermaker | Jack Warden     | Michael Cramer              |
| Dr. Emily Rappant  | Catherine Hicks | Emily Reuer / Helga Trümper |

Deutsche Synchronsprecher waren unter anderem auch Thomas Ohrner und Philipp Brammer.

## Episoden
Die deutsche Episodenreihenfolge entspricht vor allem in der zweiten Staffel (ab Folge 14) nicht der Originalreihenfolge, was zum Teil zu Chronologieproblemen führt. (Nummer der Originalfolge in Klammern)
1. Der neue Trainer (1)
2. Der große Wurf (2)
3. Die nackte Wahrheit (3)
4. Ein Rocker mischt mit (4)
5. Der dicke Engelberg (7)
6. Nur ein kleiner Vogel (5)
7. Die große Überraschung (6)
8. Ein Klasse-Wurf (8)
9. Einer zuviel (9)
10. Ein genialer Einfall (10)
11. Disco-Fieber (11)
12. Die Sieger (12)
13. Das Autogramm (13)
14. Amanda ist die Größte (25)
15. Eine Gruselgeschichte (26)
16. Die Wette (14)
17. Die Großeltern (21)
18. Party mit Hindernissen (15)
19. Ein übler Scherz (18)
20. Die große Chance (16)
21. Eine Lehre für das Leben (19)
22. Der Blumenstrauß (24)
23. Das Geburtstagsgeschenk (23)
24. Tennismatch (20)
25. Das Küken (22)
26. Eifersucht (17)

## DVD-Veröffentlichung
Die Fernsehserie ist 2011 in deutscher und englischer Sprache auf DVD erschienen.